# Margret Bürgisser
Margret Bürgisser, auch Margret Bürgisser Schulthess, ist eine Schweizer Soziologin, Autorin und Unternehmerin. Sie ist bekannt für ihre Beiträge zu Geschlechterrollen und Familienmodellen, insbesondere zum egalitären Familienmodell. Sie ist Autorin zahlreicher Sachbücher sowie Inhaberin und wissenschaftliche Leiterin des Instituts für Sozialforschung, Analyse und Beratung ISAB in Luzern.

## Werdegang und Ausbildung
Bürgisser war zunächst als Primar- und Sekundarlehrerin im Aargau tätig und absolvierte anschliessend eine Ausbildung zur Programmredaktorin beim Schweizer Fernsehen. Dort erarbeitete sie thematisch auf Familie und Bildung ausgerichtete Programmbeiträge, führte die Moderation von Sendungen durch und leitete für vier Jahre die Redaktion Schulfernsehen. Berufsbegleitend nahm sie im Jahr 1977 ein Studium der Sozialwissenschaften an der Universität Zürich auf, das sie 1984 mit dem Lizenziat abschloss, nach einer Lizenziatsarbeit über die Professionalisierung der Soziologie in der Schweiz. Sie promovierte 1997 an derselben Universität zum Thema egalitäre Rollenteilung.
Bürgisser hat mehrere Nationale Forschungsprojekte geleitet und war Umsetzungsbeauftragte des vierjährigen Nationalen Forschungsprogramms «Probleme des Sozialstaats» (NFP 45). Von 2003 bis 2005 bearbeitete sie im Rahmen des NFP 52 ein Projekt zum Thema Elternpaare mit egalitärer Rollenteilung: Die Langzeitperspektive und die Sicht der Kinder.

## Werk
Zu den Themen ihrer Forschungen und Veröffentlichungen gehören der soziale Wandel und die Geschlechtergleichstellung. Ein besonderer Schwerpunkt ihrer Arbeit liegt im Themenbereich der egalitären Partnerschaft teilzeitarbeitender Elternpaare, der Vereinbarkeit von Familie und Beruf für Männer und Frauen und der Perspektive von Kindern in verschiedenen Familienmodellen. Weitere Themen Bürgissers sind die Aktivität im Alter und der interreligiöse Dialog.
Bürgisser hebt den Wunsch vieler Väter hervor, sich stärker in der Familie und zeitlich weniger im Beruf zu engagieren. Sie betont, dass ein Mann tendenziell durch die Erwartungen des Arbeitgebers, und oft zugleich durch die der Partnerin, auf die Rolle des Familienernährers festgelegt werde. Bürgisser zufolge spricht die Beobachtung, dass die Beteiligung der Väter in der Kindererziehung für die Entwicklung von Kindern nachweisbar von wesentlicher Bedeutung ist, für ein gemeinsam ausgeübtes Sorgerecht und allgemeiner für eine egalitär-partnerschaftliche Aufgabenteilung zwischen Mann und Frau. Zudem stellt das Engagement beider Partner in der Kindererziehung für den Fall einer Trennung oder Scheidung eine geeignete Basis für ein gemeinsames Sorgerecht der Eltern dar. Sind beide Partner erwerbstätig, können sie ihre Existenz nach Trennung oder Scheidung auch besser eigenständig absichern. Im Rahmen ihrer Langzeitstudie wurde das egalitäre Rollenmodell seitens der Eltern wie auch der Kinder überwiegend positiv bewertet.

## Publikationen
Schriften
- Partnerschaftliche Rollenteilung – ein Erfolgsmodell. hep verlag, 2017, ISBN 978-3-0355-0725-6.
- Gemeinsam Eltern bleiben: Trotz Trennung oder Scheidung. hep verlag, 2014, ISBN 978-3-0355-0077-6.
- Beruf und Familie vereinbaren – aber wie? Väter erzählen. hep verlag, 2011, ISBN 978-3-03905-619-4.
- Vereinbarkeit von Beruf und Familie – auch für Männer: Herausforderungen, Probleme, Lösungsansätze. hep verlag, 2011, ISBN 978-3-03905-618-7.
- Interreligiöser Dialog: Grundlagen – Erfahrungen – Perspektiven. hep verlag, 2009, ISBN 978-3-03905-545-6.
- Egalitäre Rollenteilung: Erfahrungen und Entwicklungen im Zeitverlauf (mit einem Beitrag von Gilbert Ganguillet). Verlag Rüegger, 2006, ISBN 978-3-7253-0856-9.
- mit Diana Baumgarten: Kinder in unterschiedlichen Familienformen: Wie lebt es sich im egalitären, wie im traditionellen Modell? Verlag Rüegger, 2006, ISBN 978-3-7253-0855-2.
- Noch voll dabei: Wie Menschen im Alter aktiv bleiben. Orell Füssli, 2006, ISBN 978-3-280-05189-4.
- Frau und Karriere. Schweizerischer Arbeitgeberverband, 2003, ISBN 3-9522899-0-6.
- Tatort Sekretariat, viel alter Wein in neuen Schläuchen…? Eine Fallstudie über den Wandel der Aufgaben und Qualifikationsanforderungen im Sekretariat. Edition Soziothek, 2000, ISBN 3-905596-40-7.
- Ängeli Bängeli: eine Jugend in der Schweiz. Edition Heuwinkel, 2000, ISBN 3-906410-34-X.
- Beruf und Familie vereinbaren. Info-Schrift Nr. 13, Schweizerischer Kaufmännischer Verband, 2000.
- Wer teilt, gewinnt! Partnerschaftliche Rollenteilung in Familie und Beruf (Medienkombination: Begleitmaterial zur Videoreihe). Verlag Sauerländer, 1999, ISBN 3-7941-4576-3.
- Wie Du mir, so ich Dir…: Bedingungen und Grenzen egalitärer Rollenteilung in der Familie. Verlag Rüegger, 1998, ISBN 978-3-7253-0584-1.
- Modell Halbe-Halbe: Partnerschaftliche Arbeitsteilung in Familie und Beruf. Werd-Verlag, Zürich 1996, ISBN 3-85932-198-6.
- mit Christian Graf-Zumsteg (Red.): Globales Lernen in der Schweiz: Eine Studie zum Stand, zu den Erwartungen und Perspektiven des Globalen Lernens in der Schweiz. Forum «Schule für eine Welt», Jona 1995, ISBN 3-908031-17-6.
- Zwischen Heimat und Niemandsland: Zum Bild der Stadt im Schweizer Spielfilm von 1970–1990 (mit einem Beitrag von Pierre Lachat). Schweizerischer Nationalfonds zur Förderung der Wissenschaftlichen Forschung, Zürich, Abt. Nationale Forschungsprogramme, NFP Stadt und Verkehr, Bericht 17. 1992, ISBN 3-907118-05-7.
- mit Andrea Fritz: Soziologen in der Schweiz. Spezialnummer «Soziologie – Soziologen in der Schweiz» des Bulletins der Schweizerischen Vereinigung für Politische Wissenschaft und der Schweizerischen Gesellschaft für Soziologie, Neuenburg/Zürich März 1983.

Artikel und Interviews
- Väter müssen Ängste abbauen. (Interview mit Andreas Bättig). In: Luzerner Zeitung. Nr. 238, 14. Oktober 2011, S. 41.
- Gemeinsame elterliche Sorge in der Schweiz: Ein Blick auf die Gesetzesänderung. In: Zeitschrift beziehungsweise, Österreichisches Institut für Familienforschung, Oktober 2014.
- …damit die Väter nicht ewig auf die Rolle des Ernährers festgelegt bleiben. (Interview mit Ivo Krill). In: männerzeitung. 1/2011
- FAMILIE: Erfolgsmodell Teilzeitarbeit: Gemeinsame Kinderbetreuung macht glücklich. (Interview mit Kari Kälin). In Luzerner Zeitung. Oktober 2017